# Hans Pössenbacher
Hans Pössenbacher (* 14. Juli 1895 als Hans Pawlow in Graz, Österreich; † 24. Februar 1979 in München, Deutschland) war ein deutscher Schauspieler, Hörspiel- und Synchronsprecher.

## Biografie
Hans Pössenbacher wurde in Graz als Sohn einer aus München stammenden deutschen Schauspielerin und eines russischen Arztes geboren. Nach Beendigung der Schulausbildung wandte er sich schnell der Schauspielerei zu. Sein erstes Engagement erhielt er 1920. Er spielte an verschiedenen deutschsprachigen Theatern unter dem Namen seines Vaters, Pawlow. Im Jahre 1933 nahm er den Geburtsnamen seiner Mutter, Pössenbacher, an.
Nach der Machtergreifung der Nationalsozialisten 1933 spielte er in zwei Propagandafilmen in Nebenrollen mit. Er begann seine Theaterlaufbahn in Lübeck und kam danach nach Zürich. Im Jahre 1946 wechselte der enorm vielseitige Schauspieler an die Münchener Kammerspiele. Dort blieb er 30 Jahre lang tätig. Man konnte ihn in den unterschiedlichsten Rollen erleben, so in Stücken von Jean Anouilh, William Faulkner, Erich Kästner, Ernst Barlach und Arthur Miller. Zu seinen größten Bühnenerfolgen gehören Das Apostelspiel von Max Mell sowie Astutuli, Die Bernauerin und Das Weihnachtsspiel von Carl Orff.
Von 1945 an war er als freier Mitarbeiter beim Bayerischen Rundfunk beschäftigt. Dort wirkte er in anderthalb Jahrzehnten in rund 1500 Sendungen mit. Zu seinen bekanntesten Rollen gehört die des Vaters in der Serie Familie Brandl. Auch in einigen Episoden der Reihe  Brummlg’schichten war er zu hören.
Seine Filmlaufbahn begann er 1930 mit einer kleinen Rolle in dem Filmklassiker Die Drei von der Tankstelle. Bis Kriegsende folgten weitere Filme, mit meist kleineren Rollen. Nach dem Krieg setzte er seine Filmkarriere weiter fort. Auch beim Fernsehen erhielt er bald Engagements. Bekannt wurde er hier vor allem in einer der Hauptrollen des 2. Teils (Der General) des Fernsehklassikers Am grünen Strand der Spree von Hans Scholz aus dem Jahre 1960, einem der ersten Straßenfeger des Deutschen Fernsehens, wo er den Leiter einer Feldhundestaffel im besetzten Nordnorwegen in den Kriegsjahren 1944/45 verkörperte. Auch in zahlreichen Fernsehserien konnte man den Schauspieler erleben. Dazu gehörten u. a. Alarm in den Bergen, Das Kriminalmuseum, Der Kommissar, Tatort und Derrick. Als Synchronsprecher lieh er beispielsweise Harry Davenport als französischer König Ludwig XI. in Der Glöckner von Notre Dame aus dem Jahre 1939 seine Stimme. Auch in der Radiohörspielserie von Meister Eder und sein Pumuckl war er zu hören gewesen, unter anderem als Stammtischfreund Eders, Kunde Herr Preisslkofer und Professor Bergmaier.
Hans Pössenbacher, der mit seiner Schauspielkollegin Irene Carol verheiratet war, verstarb 1979 im Alter von 83 Jahren in München und wurde auf dem dortigen Nordfriedhof (250-UM-5-146) beerdigt.

## Filmografie (Auswahl)
- 1930: Die Drei von der Tankstelle – Regie: Wilhelm Thiele
- 1934: Stoßtrupp 1917 – Regie: Ludwig Schmid-Wildy
- 1934: Um das Menschenrecht – Regie: Hans Zöberlein
- 1936: Diener lassen bitten – Regie: Hans H. Zerlett
- 1938: Dreizehn Mann und eine Kanone – Regie: Johannes Meyer
- 1943/47: Am Ende der Welt – Regie: Gustav Ucicky
- 1949: Begegnung mit Werther – Regie: Karl-Heinz Stroux
- 1950: Der Geigenmacher von Mittenwald – Regie: Rudolf Schündler
- 1952: Nachts auf den Straßen – Regie: Rudolf Jugert
- 1952: Martin Luther
- 1952: Ich heiße Niki – Regie: Rudolf Jugert
- 1953: Der Kaplan von San Lorenzo – Regie: Gustav Ucicky
- 1954: Am Anfang war es Sünde – Regie: František Čáp
- 1955: 08/15 in der Heimat – Regie: Paul May
- 1959: Ein Mann geht durch die Wand – Regie: Ladislao Vajda
- 1960: Es geschah an der Grenze – Fernsehserie – Regie: Wilm ten Haaf
- 1960: Am grünen Strand der Spree; 2. Teil: Der General – Fernsehmehrteiler – Regie: Fritz Umgelter
- 1961: Zu viele Köche – TV-Mehrteiler – Regie: Kurt Wilhelm
- 1962: Der schüchterne Elefant (The Bashful Elephant) – Regie: Dorrell McGowan
- 1962: Wer einmal aus dem Blechnapf frisst Fernsehmehrteiler – Regie: Fritz Umgelter
- 1962: Marke Lohengrin – Fernsehspiel – Regie: Rainer Erler
- 1963: Den Tod in der Hand – Fernsehspiel – Regie: Fritz Umgelter
- 1964: Das Kriminalmuseum – Akte Dr. W. – Regie: Helmut Ashley
- 1965: Der zerbrochene Krug – Fernsehspiel – Regie: Detlof Krüger
- 1965: Alarm in den Bergen – Fernsehserie, Folge: Tödliches Spielzeug – Regie: Armin Dahlen
- 1965: Die eigenen vier Wände – Regie: Wolfgang Glück
- 1965: Kommissar Freytag – Fernsehserie, Folge: Tod auf Rentenbasis – Regie: Hans Stumpf
- 1965: Der Nachtkurier meldet, Folge: Professor Riebling reist inkognito – Fernsehserie – Regie: Erich Neureuther
- 1966: Ohne festen Wohnsitz – Fernsehspiel – Regie: Heinz Schimmelpfennig
- 1966: Standgericht – Fernsehspiel – Regie: Rolf Busch
- 1968: Das Schloß – Regie: Rudolf Noelte
- 1968: Tragödie auf der Jagd – Regie: Gerhard Klingenberg
- 1968: Die seltsamen Methoden des Franz Josef Wanninger: Folge: Einbruch 685 – Regie: Theo Mezger
- 1968: Der Vater und sein Sohn – Fernsehserie – Regie: Rudolf Jugert
- 1969: Der Rückfall – Fernsehspiel – Regie: August Everding
- 1970: Der Hunderter im Westentaschl – Fernsehspiel – Regie: Karlheinz Bieber
- 1970: Something for Everyone – Regie: Harold Prince
- 1971: Der trojanische Sessel – Regie: Günter Gräwert
- 1972: Sie liebten sich einen Sommer – Regie: Harald Reinl
- 1973: Der Kommissar – Schwarzes Dreieck – Regie: Theodor Grädler
- 1973: Tatort – Tote brauchen keine Wohnung – Regie: Wolfgang Staudte
- 1975: Derrick – Madeira – Regie: Theodor Grädler
- 1975: Der Wittiber – (Regie: Franz Peter Wirth)
- 1976: Weder Tag noch Stunde – Regie: Bruno Jantoss
- 1977: Die Jugendstreiche des Knaben Karl – Regie: Franz Seitz

## Hörspiele
- 1947: Brummlg’schichten 2: Das Bayrische Märchen vom Hemd (Direktor) – Regie: Kurt Wilhelm, mit Michl Lang, Maria Stadler, Herbert Kroll, Paul Spieß
- 1948:Brummlg’schichten 7: Das traurige Drama Der Mord – Regie: Kurt Wilhelm, mit Michl Lang, Maria Stadler, Barbara Gallauner, Rudolf Vogel
- 1951: Der Windhund (Der Totengräber Gabriel Sinzinger) – Regie: Fritz Benscher, mit Willy Rösner, Carl Wery, Rudolf Vogel
- 1952: Die Rumplhanni – Regie: Peter Glas, mit Hans Reinhard Müller, Elfriede Blanken, Ingeborg Wutz
- 1952: Die Saldenreuther Weihnacht (2. Teil) – Regie: Alois Johannes Lippl, mit Adele Hoffmann, Theodor Fischer, Hans Fitz
- 1954: Der Holledauer Schimmel – Regie: Alois Johannes Lippl, mit Wastl Witt, Liesl Karlstadt, Erni Singerl, Hans Fitz
- 1957: Die Abenteuer des braven Soldaten Schwejk – Regie: Willy Purucker, mit Willy Reichert, Ellinor von Wallerstein, Herta Konrad, Anja Buczkowski
- 1958: Dickie Dick Dickens (Vorarbeiter) – 2 Folgen – Regie: Walter Netzsch, mit Fritz Wilm Wallenborn, Ernst Seiltgen, Carl-Heinz Schroth
- 1960: Dickie Dick Dickens – wieder im Lande (Pepe, Indio) – 2 Folgen – Regie: Walter Netzsch, mit Fritz Wilm Wallenborn, Ernst Seiltgen, Carl-Heinz Schroth
- 1960: Inspektor Hornleigh (1. Staffel/7 Folgen) (Sergeant Bingham) – Regie: Walter Netzsch, mit Paul Dahlke
- 1960: Die Reise des Herrn Admet (Pope) – Regie: Peter Schulze-Rohr, mit Margot Trooger, Peter Pasetti, Martin Held, Charlotte Joeres
- 1960: Peter Voss, der Millionendieb (Portier) – Regie: Heinz-Günter Stamm, mit Arno Assmann, Günter Pfitzmann, Ingrid Pan, Herbert Kroll, Hans Nielsen
- 1960: Reise um die Erde in 80 Tagen – Regie: August Everding, mit Benno Sterzenbach, Wolfgang Büttner, Margot Trooger, Hans Clarin, Rolf Boysen
- 1966: Prinz und Betteljunge – Regie: Jan Alverdes, mit Horst Tappert, Pierre Franckh, Fritz Rasp, Karl-Maria Schley, Hans Cossy